# El Ràfol d'Almúnia
Ráfol de Almunia är en ort i Spanien.   Den ligger i provinsen Provincia de Alicante och regionen Valencia, i den östra delen av landet, 400 km sydost om huvudstaden Madrid. Ráfol de Almunia ligger 89 meter över havet och antalet invånare är 564.
Terrängen runt Ráfol de Almunia är kuperad åt sydväst, men åt nordost är den platt. Runt Ráfol de Almunia är det ganska tätbefolkat, med 54 invånare per kvadratkilometer. Närmaste större samhälle är Gandia, 19,8 km nordväst om Ráfol de Almunia. 